# ÖP-hallen

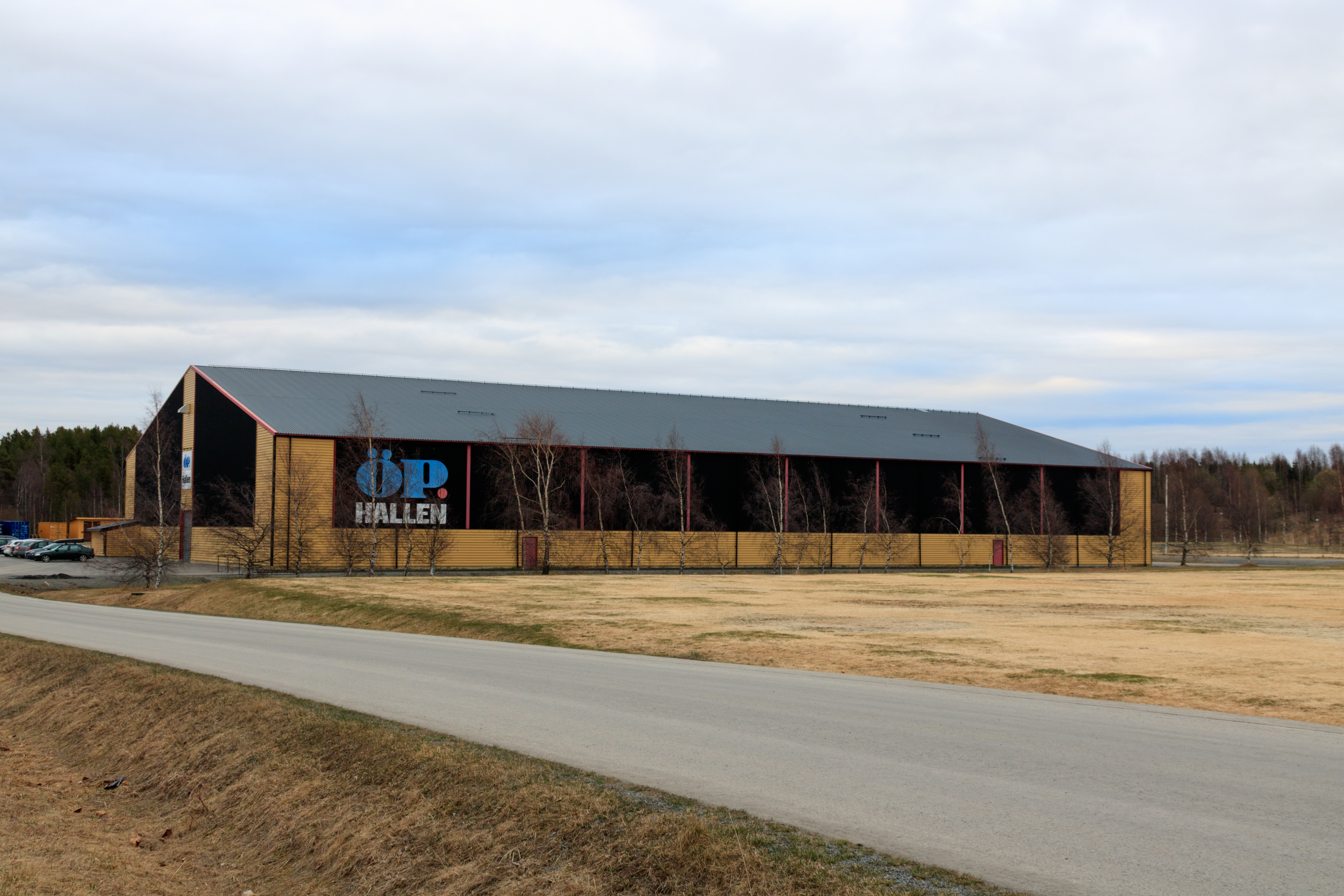
ÖP-hallen i Östersund

ÖP-hallen är en inomhushall för fotboll vid Odensala sportfält i Östersund. Spelytan mäter 46x79 meter och underlaget är konstgräs. Hallen byggdes 1998 till en kostnad av 8,5 miljoner kronor. Hallen används av ett antal folbollsklubbar i Jämtland, framförallt vintertid, däribland Östersunds FK.